# Aluminate de sodium
L'aluminate de sodium est un produit chimique inorganique de grande importance industrielle. Il constitue une source d'hydroxyde d'aluminium utilisée dans un grand nombre d'applications techniques. Sous forme anhydre, il s'agit d'un solide cristallin blanc, oxyde mixte de sodium et d'aluminium, de formule chimique NaAlO2, Na2O · Al2O3, ou Na2Al2O4.

## Préparation
L'aluminate de sodium est produit industriellement par dissolution de l'hydroxyde d'aluminium dans une solution de soude (NaOH). L'hydroxyde d'aluminium (gibbsite) est dissous dans une solution aqueuse de NaOH à 25 %, à une température proche du point d'ébullition. L'utilisation d'une solution plus concentrée en soude conduit à un produit semi-solide. Le procédé doit être mis en œuvre dans un récipient en nickel ou en acier, et la solution contenant l'hydroxyde d'aluminium doit être maintenue à ébullition jusqu'à la formation d'un produit pâteux. Le mélange est alors refroidi, ce qui conduit à la formation d'un solide contenant environ 70 % de NaAlO2. Ce solide est broyé, puis la poudre est déshydratée dans un four rotatif. Le produit final contient environ 90 % de NaAlO2, ainsi que des traces (~1 %) d'eau et de NaOH.

## Utilisation
Dans les applications de traitement des eaux, l'aluminate de sodium est utilisé comme additif pour les adoucisseurs d'eau, comme agent coagulant pour faciliter la floculation, et pour éliminer la silice dissoute. Dans le secteur de la construction, il est employé pour accélérer la solidification du béton, principalement en cas de gel. Il est également utilisé dans l'industrie papetière, pour la fabrication de briques réfractaires, la production d'alumine (...).

## Sécurité
L'aluminate de sodium est très soluble dans l'eau, la solution formée étant une base forte qui réagit violemment avec les acides. Les conseils de précaution lors de l'utilisation sont donc ceux d'un produit corrosif.